# HGに恋するふたり
『HGに恋するふたり』（ハイグレードにこいするふたり）は、工藤マコトによる日本の漫画。『ガンダムエース』（KADOKAWA）にて2020年1月号から2024年7月号まで連載された。
『ガンダムシリーズ』に登場する機体のプラモデル『ガンプラ』を愛する女性主人公2人と、彼女たちを取り巻く仲間たちの日常を描く日常コメディ漫画である。

## あらすじ
神崎さやかはガンダムシリーズをこよなく愛しながらも、それを周囲にひた隠しにして暮らしている30歳のOL。ある日、会社からの帰りに一人の女子高生・高宮宇宙と道端でぶつかったさやかは、彼女が持っていたガンプラの名前を何気なくつぶやいたことで、ガンダムを愛する者同士で知り合いとなる。後日、宇宙の家が営む模型店に誘われたさやかは、学生時代に夢見つつも、家庭の無理解から叶わなかったガンプラ制作を始めることを決意する。

## 登場人物
声の項はPVにおける声優。
神崎さやか（かんざき さやか）
声 - 茅野愛衣
本作の主人公。1988年生まれの30歳、未婚のOL。小学生のころに『機動新世紀ガンダムX』、中学生のころに『機動戦士ガンダムSEED』を視聴したことでガンダムシリーズのファンとなるが、当時は登場人物ではなくモビルスーツに対する情熱が大きく、登場人物について語り合っていた同級生と話を合わせることができなかった。また、ガンプラ作りをしてみたいと考えてもいたが、実家の「女子なのにプラモデル作りなど恥ずかしい」という決めつけと無理解から叶わず、それ以来自分の趣味嗜好をひた隠しにして生きてきた。
会社では係長に任命されるなど高い評価を得ており、男性社員からも容姿端麗と評されているが、ガンダム好きであることを隠して窮屈な日常を過ごしていた。そんなある日に宇宙と出会ったことをきっかけに、子供の頃の夢だったガンプラ作りを始めることを決意する。
好きなモビルスーツはストライクガンダム、好きなキャラクターはシン・アスカ。
高宮宇宙（たかみや そら）
声 - 内田真礼
本作のもうひとりの主人公。2002年生まれ、16歳の高校2年生。実家が模型店を営んでおり、本人もガンダムシリーズとガンプラをこよなく愛している。明るく物事をはっきり言う性格であり、見てもいないガンダムシリーズをけなす人間には怒りを見せる一面もある。
好きなモビルスーツにインパルスガンダムを挙げ、スマートフォンの通信アプリのIDにインパルスガンダムの型式番号を入れるなど、特に『機動戦士ガンダムSEED DESTINY』を好んでいる。
宇宙の兄
高宮家が営む模型店の店長。フルネームは不明。無愛想な印象を与えるが、接客態度は丁寧そのもので模型製作の知識も豊富。好きなモビルスーツは不明だが、さやかと宇宙がガンダムアストレイ・レッドフレームの話をしている際に「ブルーフレームも…とてもかっこいいんです…」と照れ隠しな口調で割り込んできたことから、ガンダムアストレイ・ブルーフレームと推測される。
桃香（ももか）
宇宙が尊敬するモデラー「MOMO」として活動している女子高生。シングルマザーの母に内緒でガンプラ制作を続けており、周囲にはガンダム好きであることを隠しているなど、さやかと同じような一面を持つ。不器用な性格ゆえに素直になることができず、さやかと宇宙が作って撮ったストライクガンダムの写真を見たときには、アドバイスをしようという思いとは裏腹に「へたくそ」と声をかけてしまっている。
後に「MOMO」としての正体がさやかたちに露見し、母親にもガンプラ製作をしていることがバレてしまうが、さやかの身を挺した説得により母の理解を得て、さやかたちの友人となる。
つぼみ
さやかの勤務先への就職を希望し、インターンシップにやってきた学生。人間関係に配慮しすぎて、周りの空気を壊すまいとするあまり、自分の意志をはっきり表に出せない内向的な性格。就職活動についてさやかに相談しようとしていたところ、宇宙の家でガンプラに興じるさやかを見つける。その際にガンダム・バルバトスの作例に一目惚れし、さらに自宅で『機動戦士ガンダム 鉄血のオルフェンズ』を鑑賞して虜となる。
アルバイト先では『鉄血のオルフェンズ』の作品としての評価は芳しく無く、自身の考えとは裏腹に同意しかけるが、その様子を見ていた桃香から、自分に素直になるよう発破をかけられ、後に桃香の指導を受けて自分のバルバトスを完成させる。
観海寺 昴（かんかいじ すばる）
高宮家の店に「HG ガンダムデュナメス」を買い求めに来た少年。その際に初めて会ったはずのさやかを知っている言動を見せるが、さやかには全く心当たりがなく「職場の誰かにガンダム趣味がバレたのか」と、しばらくの間疑心暗鬼に陥らせる原因を作った。
その正体は、さやかの勤め先を統括する「観海寺家」の社長令嬢。幼い頃に営利誘拐されかけたことがトラウマとなり、自分の本来の姿を見せないために男装しないと外出できなくなっていたが、そんな自分を快く迎え入れてくれたさやかたちに出会ったことでトラウマを克服し、友人となる。
幼少時に「機動戦士ガンダム00」を視聴して育ち、憧れのキャラクターにはロックオン・ストラトスを挙げている。

## 登場するガンプラ
HGCE 1/144 エールストライクガンダム
さやかと宇宙の出会いのきっかけになったガンプラ。道端で二人がぶつかったときに、さやかがこのキットの名前をつぶやいたことで宇宙と友人になる。後にさやかも自分の分を購入して制作するが、『ガンダムSEED』第一話での起動シーンに惹かれているさやかは、あえてエールストライカーを装着せずに飾っている。
MG 1/100 フリーダムガンダム Ver.2.0
桃香が「MOMO」として展示会に出品したガンプラ。オリジナルのカラーリングに変更されているのが特徴。
HGCE 1/144 フォースインパルスガンダム
さやかがエールストライクガンダムに続いて制作したガンプラ。
HG 1/144　セイバーガンダム
クリスマスシーズンにちなんで「赤い機体を作る」ことをテーマにしてさやかが購入したガンプラ。さやかはこのキットを通じ、桃香の指導を受けて塗装の練習を行う。
HGIBO 1/144 ガンダム・バルバトス（第4形態）
プロモデラーの作例を見たつぼみが一目惚れし、自身で作ってみたいと考えて購入したガンプラ。桃香のアドバイスにより、化粧品を応用したウェザリングが施されている。
HG 1/144　ガンダムアストレイゴールドフレーム天ミナ
宇宙の実家の模型店で一目惚れしたさやかが購入したガンプラ。金色の缶スプレー塗料を用いて、フレームの部分塗装を施している。
HGCE 1/144 デスティニーガンダム
旧1/100には付属していなかった光の翼の完全再現に惹かれてさやかが購入したガンプラ。桃香の提案により、頭部アンテナを尖らせる工作が施されている。
SDEXスタンダード ガンダム・バルバトスルプス
バルバトスの製作と「鉄血のオルフェンズ」全話視聴を通して鉄血ファンになったつぼみが、次に作るキットとして購入した。
本来はガンダムベース限定販売品であるが、宇宙の兄がガンダムベースで買ってきたものを宇宙が間違えて店に陳列し、それをつぼみが購入したという経緯がある。
SDEXスタンダード ダブルオーガンダム
つぼみに触発されてさやかが購入し、筆で塗装する練習を兼ねて制作した。
HGUC 1/144 ジェガン
桃香が展示会の題材として制作したキットで「最低限の工作で、箱絵のサンプル写真のように美しく作る」という課題を自らに課して制作した。
HG 1/144 ガンダムデュナメス
昴が初めてのガンプラとして購入し、桃香のアドバイスでGN粒子の伝達コード部分にホログラムシールを貼る工作を施した。

## 書誌情報
- 矢立肇・富野由悠季（原案）、工藤マコト（漫画）『HGに恋するふたり』KADOKAWA〈カドカワコミックス・エース〉、全8巻
  1. 2020年3月26日発売[3]、ISBN 978-4-04-109207-1
  2. 2020年10月26日発売[4]、ISBN 978-4-04-110169-8
  3. 2021年5月26日発売[5]、ISBN 978-4-04-111554-1
  4. 2021年12月25日発売[6]、ISBN 978-4-04-112092-7
  5. 2022年8月26日発売[7]、ISBN 978-4-04-112694-3
  6. 2023年3月25日発売[8]、ISBN 978-4-04-113500-6
  7. 2023年10月26日発売[9]、ISBN 978-4-04-114272-1
  8. 2024年8月26日発売[10]、ISBN 978-4-04-115478-6